# Jens Kragh
Jens Hjersing Rostrup Kragh (25. november 1851 i Hobro – 1. marts 1924 i Roskilde) var en dansk politiassistent og forkæmper for den sønderjyske sag. 
Kragh var søn af købmand Jens Kragh og Birgitte f. Rostrup. Han voksede op på sin fars købmandsgård i Hobro, hvor han som dreng i 1864 oplevede den tyske indkvartering og de faldne og såredes ankomst efter Kampen ved Lundby. Denne oplevelse gjorde et varigt indtryk og skabte grobund for Kraghs senere virksomhed for den sønderjyske sag.  
Som ung var Kragh forvalter på en række større gårde i Danmark og Sverige, men blev i 1881 ansat i Frederiksberg Politi.  Her virkede han i to år og fik derefter ansættelse som politiassistent i Karlslunde, hvor han virkede i 40 år. I denne store stilling, som omfattede Ramsø- og Tune Herreder, udmærkede Kragh sig bl.a. ved at opklare et dobbeltmord i Kildebrønde i 1896.
Kragh var medstifter af Dansk Politiforbund i 1902, som var verdens første politifaglige organisation, og nød stor anerkendelse blandt sine kolleger. Karlslunde var et særdeles uroligt distrikt med sine mange store gårde og kroer langs Køge Landevej. På den lange og vanskeligt overskuelige strand foregik desuden ofte smuglerier, især af sprit. Kragh forstod imidlertid at holde ro og orden på hele sit distrikt. Han modtog Dannebrogordenens Hæderstegn 1901. Han ledte desuden et større redningsarbejde af strandede svenske søfolk under en storm i 1898 og modtog herfor den svenske Vasaordenen.  
Udover sit politiarbejde var Kragh formand og medstifter af Hedeboegnens Sønderjydsk Forening og gjorde, særligt i årene før 1. verdenskrig, et større arbejde for at støtte sine sønderjyske landsfæller i deres kamp mod det tyske herredømme ved under stor deltagelse at lede foreningens møder på Tune Landboskole. Kragh døde i 1924 på Roskilde Sygehus efter få års sygdom og begravedes fra Karlslunde Kirke. 
Kragh giftede sig i 1892 med Ane f. Kamp, datter af høker i Brejning Poul Kamp. Deres søn, Poul Kragh, var frihedskæmper under 2. verdenskrig.  